# Sorbus wilfordii
Sorbus wilfordii är en rosväxtart som beskrevs av Emil Bernhard Koehne. Sorbus wilfordii ingår i släktet oxlar, och familjen rosväxter. Inga underarter finns listade i Catalogue of Life.